# هدى السعدي
هدى محمد علي السعدي، مواليد أبوظبي (15-6-1977) شاعرة وكاتبة صحفية إمارتية، حصلت على الليسانس في الآداب من قسم اللغة العربية وعلومها. تكتب في مجالات الشعر والقصة القصيرة وكتابة العمود الصحفي الثقافي عبر جريدة الاتحاد، ملحق دنيا الاتحاد ومضة ونشاط صحفي عبر مجلة الصدى، عمود مشترك، إشراقات. عُرف أنها دورها كشاعرة للمقاومة حيث أن جل موضوعات قصائدئها تدور في هذا المضمار السام. شاركت في العديد من الامسيات الشعرية والفعاليات الثقافية، ويُعد الديوان الشعري دموع البنفسج من أبرز أعمالها.

## الجوائز
نالت العديد من الجوائز، حيث حصلت على
- المركز الأول في جائزة المرأة الإماراتية للإبداع والفنون بالشارقة عام 2007
- المرحلة قبل الأخيرة بمسابقة أمير الشعراء في الدورة الأولى بأبوظبي عام 2007
- المركز الثاني بسابقة أجمل قصيدة من الشعر الفصيح من جامعة الإمارات عام 1999
- المركز الأول على منطقة أبو ظبي التعليمية والثاني على الدولة في مسابقة أوائل المطالعين عام 1995.[4]

## مؤلفاتها
- ديوان شعر دموع البنفسج، نشرته مطبعة دار عكرمة - دمشق، عام 2005.(ردمك ISBN 9948031342)
- ديوان أبجدية البوح الصاخب، 2008، دار الثقافة والاعلام- الشارقة، (ردمك ISBN 9948044495)
- ديوان شعر مرقوم
- ديوان شعري مجموع نصوص لعدة أدباء لبعض ما كُتب من أدب المقاومة حول العراق.
- المجموعة القصصية مرقومة.
- من قضائدها الشعرية: يقطرنا الحنين- هذا دمي- سامحني أحبك- اول الحنث- أما من غيمة حبلي- بإختصار- نجوى- ذهاب بلا إياب- دموع الشموع- مناحة النخيل- الأمل البعيد- أبوة العدم- خلال رحيل العمر- قيود الأحرار- إلى وطني الإمارات- تؤامة الطوفان الباكية- حوارية الألم بين بغداد وابنتها الصغرى- جدلية الأضداد- وطني الأمجاد.[1][5][6]